# Ботанический сад Тартуского университета
Ботанический сад Тартуского университета (эст. Tartu Ülikooli Botaanikaaed) — в Тарту. Адрес — улица Лай, 38

## История

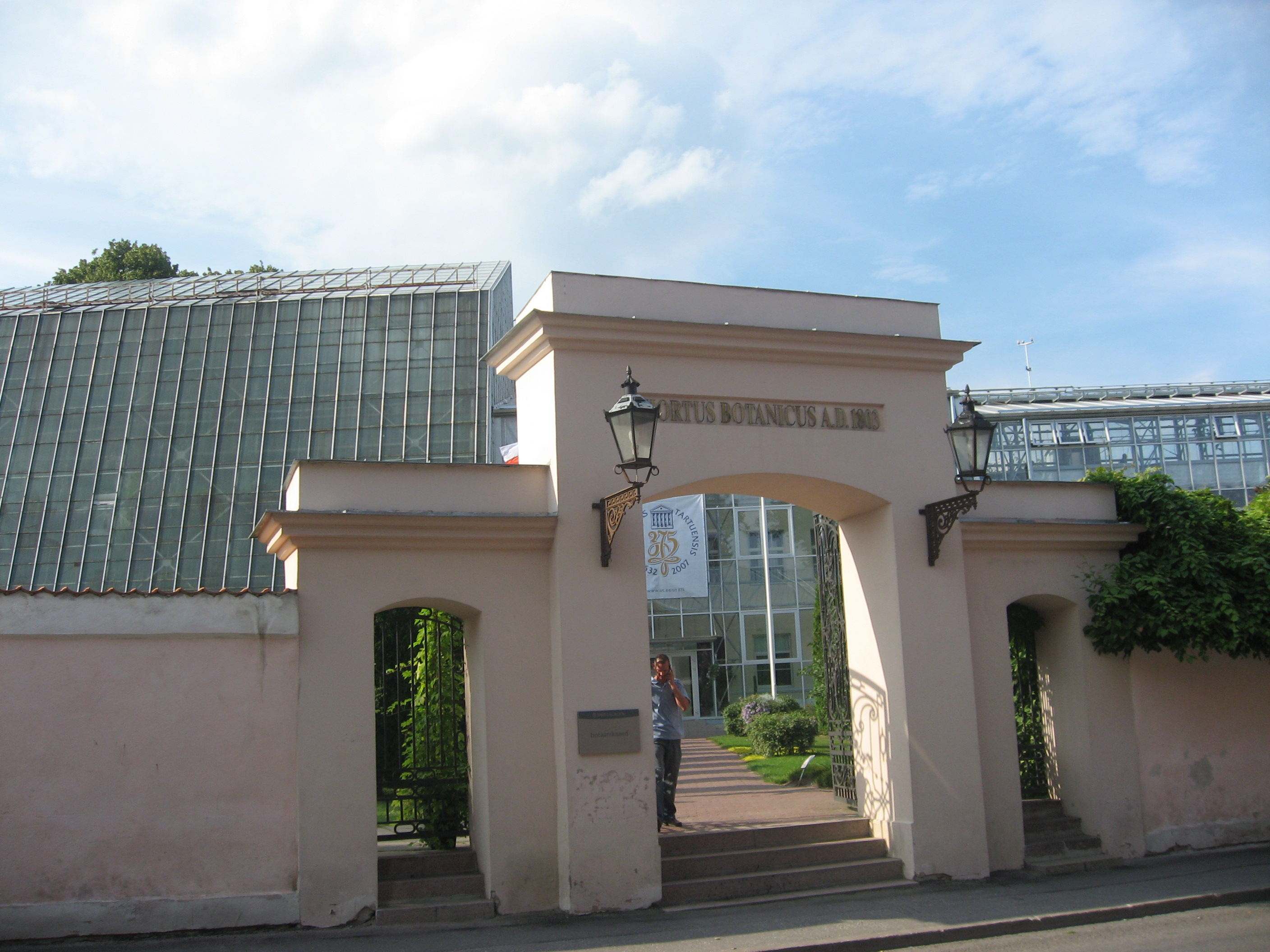

Основан в 1803 году. Обустройством сада занимался приглашённый в начале 1802 года в Тартуский университет известный ботаник и медик Готфрид Герман (1773—1809).
Первоначально сад находился в районе современной улицы Ванемуйзе. С 1806 года сад занимает современное местоположение.